# ۱۰ ذی‌الحجه
۱۰ ذیحجه، دهمین روز ماه ذیحجه در تقویم هجری قمری است.
در تقویم هجری قمری قراردادی این روز ۳۳۵مین روز سال است.

## مراسم و مناسبت‌ها
- عید قربان برای مسلمانان[۱]

## رویدادها
- سقوط قلعهٔ شهر بخارا در مقابل حملات سپاهیان مغول (۶۱۶ ق)
- ۱۴۳۶ - وقوع حادثه خونین سرزمین منا در رمی جمرات که به کشته‌شدن دست‌کم ۲٬۴۳۱ نفر و مفقودشدن ۴۲۷ حاجی انجامید.

## زادگان
- ابوبکر احمد رازی
- «محمدعلی خان بامداد» نویسنده و شاعر (۱۳۰۵ ق)

## درگذشتگان
- «ابن الانباری» ادیب و نحوی (۳۲۸ ق)